# Alfred Pennyworth
Alfred Thaddeus Crane Pennyworth, noto semplicemente come Alfred, è un personaggio dei fumetti statunitensi pubblicati da DC Comics. Creato da Bill Finger e Jerry Robinson nel 1943, la sua prima apparizione risale al numero 16 della testata Batman (maggio 1943).
Pennyworth è raffigurato come il fedele e instancabile maggiordomo, tutore legale, migliore amico, aiutante di campo e figura paterna adottiva di Bruce Wayne in séguito agli omicidi di Thomas e Martha Wayne. In quanto maggiordomo britannico di formazione classica ed ex dirigente delle operazioni speciali, membro onorevole ed etico con collegamenti all'interno della comunità dell'intelligence, è stato chiamato "il batman di Batman". Serve come àncora morale di Bruce, facendo allo stesso tempo da comic relief con il suo atteggiamento sarcastico e cinico. Parte vitale del mito di Batman, Alfred è stato nominato al Wizard Fan Award per il personaggio maschile non protagonista preferito nel 1994. Viene ucciso da Bane nel 2019.

## Descrizione
Alfred Pennyworth nasce in Inghilterra, e ancora in giovane età entra in una delle più rinomate accademie per maggiordomi del mondo, dove segue un corso aggiuntivo di medicina, di letteratura classica e di teatro.
Ottenute ottime qualifiche, si ritaglia una carriera di tutto rispetto ponendosi in evidenza come domestico attento e capace, sempre sollecito e disponibile, e come cuoco squisito e giardiniere ricercato. I suoi padroni apprezzano molto la sua pazienza e mitezza, il suo distinto galateo e il fine umorismo.
Dopo un'onorata carriera, accetta con onore ed entusiasmo di trasferirsi alla Wayne Manor, a Gotham per servire il dottor Thomas Wayne, famoso medico miliardario appartenente a un'illustre famiglia dell'alta nobiltà britannica, che per la prima volta serve anche come chauffeur. Grande conoscitore della storia dei Wayne e della loro monumentale e opulenta residenza familiare, che li ospita da sei generazioni, con il tempo si guadagna la fiducia e la stima personale di Thomas e della moglie Martha, da cui viene sempre trattato con affetto e confidenza. Successivamente si prende cura del loro giovane figlio Bruce, con cui instaura un legame molto speciale, tanto che quando i coniugi Wayne vengono assassinati in una rapina continua a servirlo non solo come maggiordomo, ma anche come genitore alternativo insieme alla signora Leslie Thompkins, amica di vecchia data dei Wayne di cui diviene lui stesso un grande amico.
Nel corso degli anni, Bruce matura l'intenzione di combattere il crimine a Gotham City, affinché nessuno più veda morire i propri cari come è successo a lui, e vedendo un pipistrello irrompere nel suo studio privato ha l'idea di assumere una seconda identità a immagine e somiglianza dell'animale. Alfred lo aiuta quindi a definire i dettagli di questo alter ego, e si impegna anima e corpo a preparare i costumi e ad attrezzare la grande caverna sotterranea che Bruce ha scoperto da poco sotto Villa Wayne.
Quando finalmente incomincia a combattere nelle vesti di Batman, il giovane miliardario ha spesso l'occasione di riconoscere quanto importante sia il ruolo di Alfred nel conciliare la sua doppia vita, con tutti gli arguti suggerimenti atti a giustificare o nascondere le ferite riportate nelle battaglie notturne, e con l'insegnamento di una differente inflessione e tonalità per meglio alterare la voce quando indossa la maschera del Cavaliere Oscuro. In un secondo momento, però, analogamente alla signora Thompkins l'attento e affezionato maggiordomo esprime al suo protetto una nota di preoccupazione: teme infatti che la grande attenzione che presta a Batman possa in qualche modo finire con il trascurare Bruce Wayne, indirizzandolo verso una totale solitudine. A suo dire l'attività di giustiziere solitario potrebbe finire con l'ossessionarlo, portandolo a trascurare pericolosamente gli affetti, il suo buon nome e il lato migliore della vita, e spesso lo aiuta con energia nei momenti più critici a mantenere un corretto equilibrio tra le due identità.
Infine, dopo molti anni, dedica lo stesso impegno entusiasta verso il giovane Dick Grayson, un artista circense che ha perso i genitori per mano del mafioso Tony Zucco, e che Bruce ha deciso di accogliere a Villa Wayne.
In alcune continuity della DC Comics, Alfred sostiene di appartenere ad una famiglia di padroni cui membri spesso divenivano demoni o mietitori; in altre, si accenna alla sua carriera nelle forze speciali britanniche come paramedico o chirurgo; durante la saga "La Corte dei Gufi" si apprende che suo padre Cecil era stato maggiordomo dei Wayne prima di lui, e morì per un attentato destinato a Martha Wayne incinta del secondogenito Thomas Wayne jr, quando Bruce Wayne aveva solo 3 anni. Nella maxi-serie Batman: Eternal, Bruce incontra Tito Pennyworth, figlio segreto di Alfred di professione agente segreto.

## Caratterizzazione

### Aspetto
Nelle prime apparizioni del fumetto, Alfred appare come un uomo in sovrappeso, meno serio e ben rasato.
Nel 1943 appare per la prima volta nel serial cinematografico Batman interpretato da William Austin, che appare con fisico magro e sportivo e baffi sottili. Il successo della serie spinse gli autori dei fumetti a ispirarsi all'aspetto fisico di Austin.

### Nome
Nel 1945, il nome di Alfred fu dato ufficialmente come Alfred Beagle. Questo nome è stato successivamente dato a una versione alternativa del personaggio dal mondo di Terra-Due, e Pennyworth è diventato il cognome accettato di Alfred nella continuità principale. Alfred ha anche usato l'alias "Thaddeus Crane", che deriva dal suo secondo nome. Il suo nome completo di Alfred Thaddeus Crane Pennyworth è stato raffigurato sulla sua lapide in Superman/Batman: Generations.
La corsa di Grant Morrison ha fatto riferimento al cognome Beagle come possibile nome d'arte.
Nel film del 2012 Il cavaliere oscuro - Il ritorno, Bruce Wayne lascia la maggior parte del suo patrimonio ad Alfred, elencandolo nel testamento come Alfred J. Pennyworth.

## Poteri e abilità
Uomo intelligente e pieno di risorse, Alfred gestisce le operazioni quotidiane di Wayne Manor e mantiene gran parte dell'attrezzatura della Batcaverna sottostante. Ex attore di formazione classica, può usare le sue abilità di recitazione e travestimento per aiutare Batman sul campo quando è necessario, ed è persino in grado di imitare in modo convincente Bruce Wayne al telefono, oltre a dare a Bruce varie lezioni che lo aiutano a mantenere le sue coperture. È addestrato nelle tecniche mediche di emergenza: ha fornito il primo soccorso fino a includere sutura chirurgica e rimozione di proiettili, oltre a un supporto tattico occasionale. È anche in grado di eseguire artroscopia e altre procedure mediche avanzate, limitando, se non eliminando, la necessità di cure mediche ospedaliere anche di fronte a gravi ferite, aiutando a mantenere l'identità segreta di Batman assicurando che Bruce Wayne non abbia bisogno di visitare gli ospedali per le ferite inflitte a Batman. Tuttavia, Batman richiese anche un trattamento medico professionale quando Bane gli spezzò la schiena e le macchinazioni di Hush gli provocarono nella sua sofferenza una frattura del cranio. In queste occasioni, Alfred ammette che le sue stesse capacità sono inadeguate per tali procedure mediche.
Sebbene non sia abile nelle arti marziali come Bruce Wayne, Alfred è quasi altrettanto intraprendente. In una storia in cui viene rapito, fugge prontamente e supera i suoi rapitori senza disturbare il taglio della sua tuta. In seguito è stato detto che era stato rapito senza successo 27 volte (questi eventi si svolgono nei fumetti Gotham Adventures, basati sulle avventure animate di Batman, e non all'interno della continuità classica).
Presumibilmente a causa della mancanza di superpoteri, dell'addestramento al combattimento avanzato che hanno gli altri soci di Bruce e dell'età, Alfred è l'unico membro della "Batman Family" a cui non dispiace usare un'arma da fuoco quando ha a che fare con attacchi diretti alla sua persona è quindi un esperto maestro d'armi da fuoco.
Alfred è un esperto in scienze domestiche e ha anche padroneggiato diversi campi di allevamento delle rose (creando anche il suo, il "Pennyworth Blue"). È un pioniere e ha competenza con i sistemi meccanici e informatici (programmazione di computer, ingegneria elettrica, ingegneria chimica, ingegneria meccanica, nanotecnologia e biotecnologia) mentre costruisce, programma e mantiene da solo gran parte della tecnologia di nuova generazione di Batman come il Batcomputer.

## Altri media

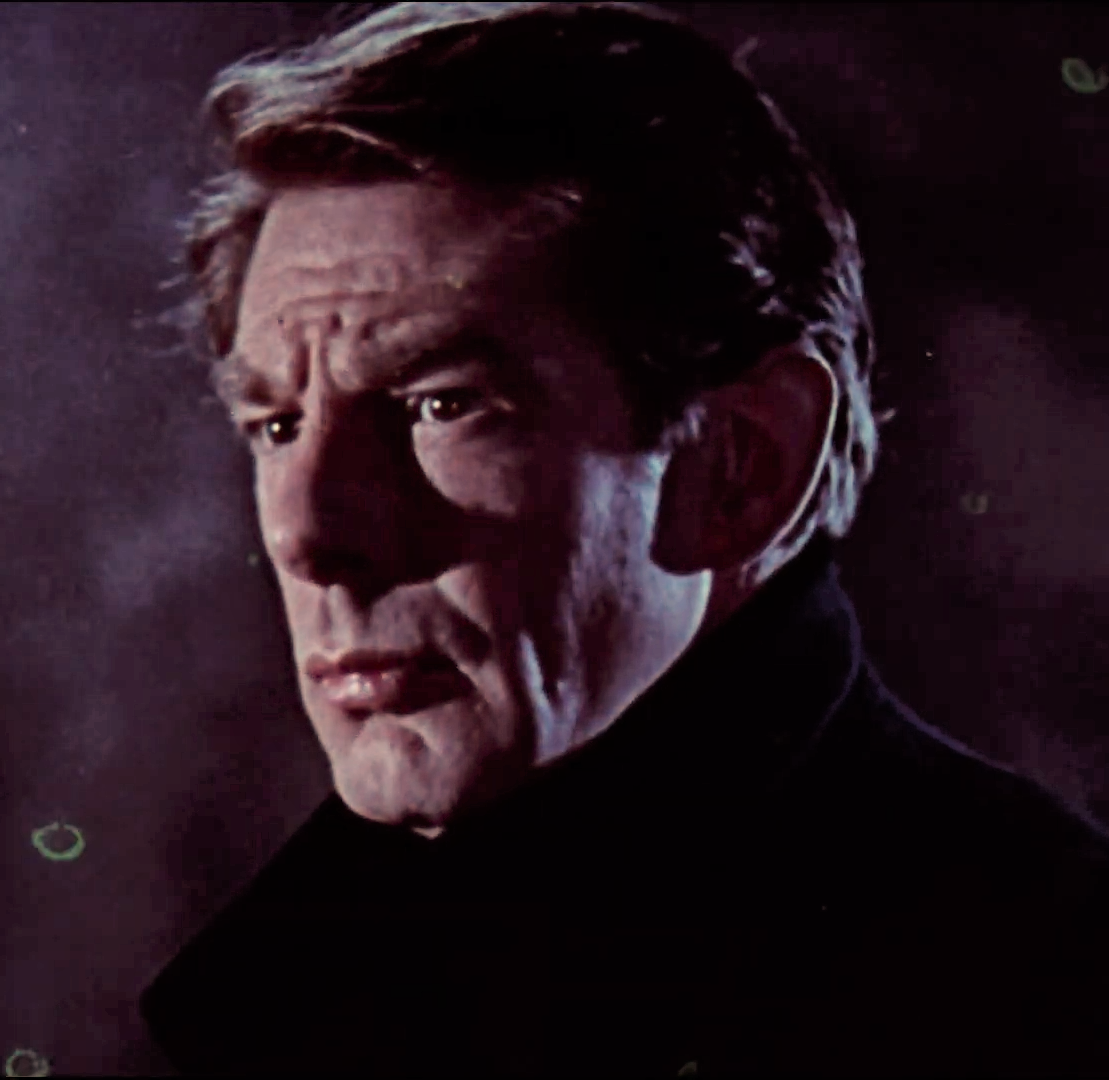
Michael Gough, interprete di Alfred nei film di Tim Burton e Joel Schumacher.

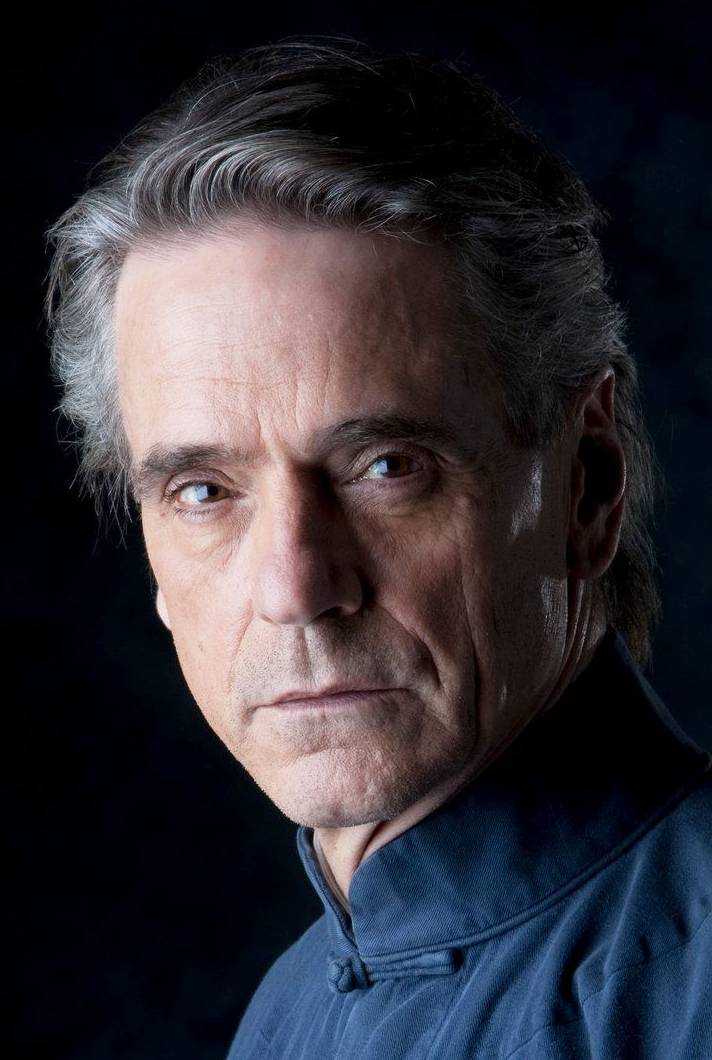
Jeremy Irons, interprete di Alfred nel DC Extended Universe, a partire dal film Batman v Superman: Dawn of Justice del 2016.

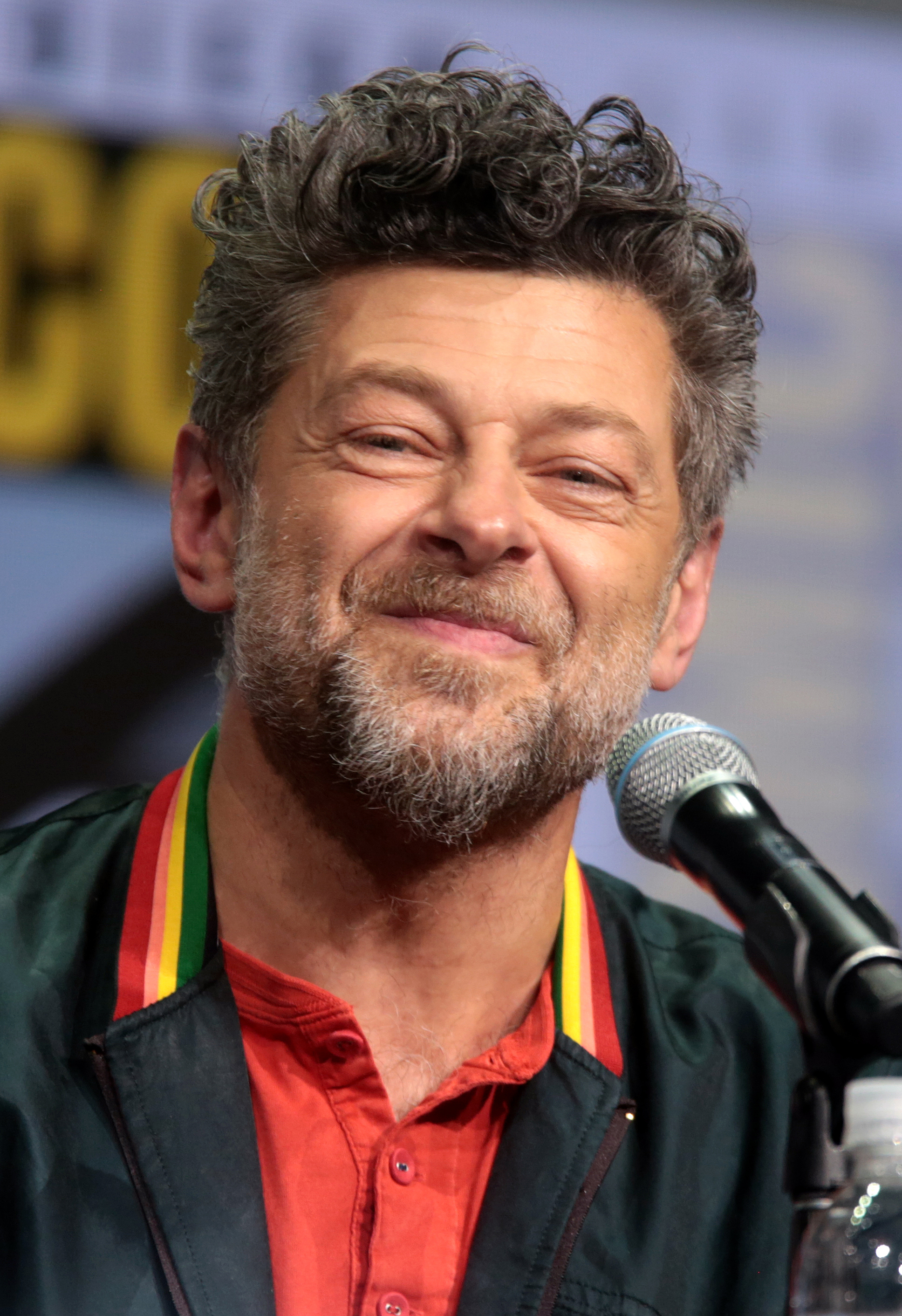
Andy Serkis, interprete di Alfred nel film The Batman.

### Cinema
- William Austin è il primo attore ad interpretare Alfred nella serie Batman del 1943.
- Eric Walt interpreta il personaggio nella serie Batman and Robin del 1949.
- Alan Napier interpreta il personaggio nel film Batman del 1966.
- Michael Gough interpreta Alfred nei film di Tim Burton (Batman e Batman - Il ritorno) e Joel Schumacher (Batman Forever e Batman & Robin).
- Michael Caine interpreta Alfred nella trilogia cinematografica del cavaliere oscuro (Batman Begins, Il cavaliere oscuro e Il cavaliere oscuro - Il ritorno).
- Alfred Pennyworth appare come uno dei personaggi principali del DC Extended Universe dove viene interpretato da Jeremy Irons.[13]
  - In Batman v Superman: Dawn of Justice Alfred assiste Bruce Wayne/Batman durante le sue missioni, ma cerca di convincerlo che Superman non è una minaccia, sebbene Bruce sia ancora scioccato per la distruzione di Metropolis e l'uccisione di milioni di persone e sia convinto che fosse lui la causa. Tuttavia, dopo che Batman ha capito che Superman non è cattivo e dopo essersi riconciliato con lui, Bruce lo aiuta a salvare sua madre Martha e si scusa con Alfred per non averlo ascoltato. Dopo la tragica morte di Superman in battaglia contro Doomsday, Alfred continua a lavorare con Bruce Wayne.
  - In Justice League Alfred aiuta Batman e la Justice League nel fermare Steppenwolf e il suo esercito dal conquistare il mondo. In seguito, Alfred aiuta Bruce e compagni a far tornare i ricordi al redivivo Superman resuscitato dalla Justice League.
  - Alfred riappare anche nel film The Flash (2023).
- Il personaggio appare anche nel film Joker del 2019, interpretato da Douglas Hodge.
- Alfred appare nuovamente nel film The Batman del 2022, interpretato da Andy Serkis[14].

#### Film d'animazione
- Alfred è presente anche nei film d'animazione Batman - La maschera del Fantasma, Batman & Mr. Freeze: SubZero, Batman of the Future - Il ritorno del Joker, Batman - Il mistero di Batwoman, Batman contro Dracula, Batman - Il cavaliere di Gotham, Batman: Under the Red Hood, Superman/Batman: Nemici pubblici, Batman: Year One, Justice League: Doom, Batman: The Dark Knight Returns, Part 1, Batman: The Dark Knight Returns, Part 2, Son of Batman, Batman: Assault on Arkham, Batman vs. Robin, Batman Unlimited: Istinti animali, Batman Unlimited: L'alleanza dei mostri, Batman: Bad Blood, Batman: The Killing Joke, Batman Unlimited: Fuga da Arkham, Batman: Il ritorno del Crociato Incappucciato, LEGO Batman - Il film, Batman contro Due Facce, Batman contro Jack lo squartatore, Batman Ninja, The Death of Superman, Teen Titans Go! - Il film, The LEGO Movie 2 - Una nuova avventura, Batman vs. Teenage Mutant Ninja Turtles, Batman: Hush, Batman: Death in the Family, Batman: Il lungo Halloween - Parte 1, Batman: Il lungo Halloween - Parte 2.

### Televisione

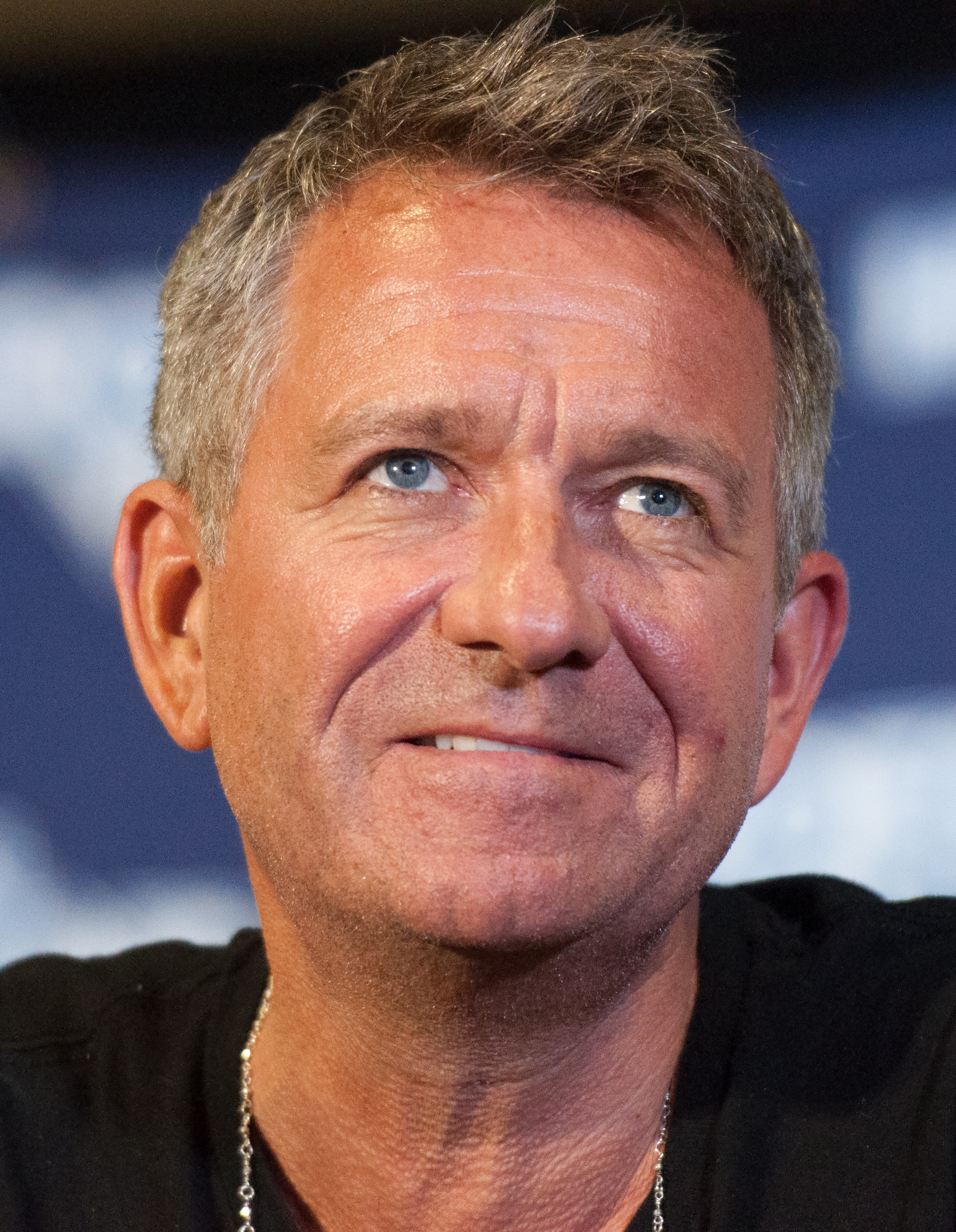
Sean Pertwee, interprete di Alfred nella serie televisiva Gotham.

- Alan Napier riprende il ruolo di Alfred nella serie televisiva Batman degli anni '60.
- Alfred appare nelle serie animate del DC Animated Universe Batman, Superman, Batman - Cavaliere della notte, Batman of the Future, Static Shock e Justice League.
- Il personaggio appare nelle altre serie animate The Batman/Superman Hour, I Superamici, The Batman, Batman: The Brave and the Bold, Young Justice, Beware the Batman, Teen Titans Go!, Batman Unlimited, Scooby-Doo and Guess Who?, Harley Quinn e DC Super Hero Girls (serie animata 2019).
- Ian Abercrombie interpreta il personaggio nella serie televisiva Birds of Prey.
- Nella serie televisiva Gotham è un ex membro dello Special Air Service che lavora come maggiordomo dei Wayne. Dopo la morte dei coniugi, diventa tutore di Bruce Wayne e lo addestra nel combattimento. Nella serie, Alfred viene interpretato da Sean Pertwee.[15]
- Alfred è il protagonista della serie televisiva Pennyworth, interpretato da Jack Bannon. Il personaggio rappresenta in eterno un ex soldato britannico della SAS che forma una compagnia di sicurezza e va a lavorare con Thomas Wayne (il futuro padre di Bruce Wayne, alias Batman), nella Londra degli anni sessanta.

### Videogiochi
- Alfred appare nel videogioco del film Batman Begins.
- Alfred appare nei videogiochi della LEGO (LEGO Batman: Il videogioco, LEGO Batman 2: DC Super Heroes, LEGO Batman 3: Gotham e oltre, LEGO Dimensions e LEGO DC Super-Villains).
- Il personaggio appare anche nella serie di videogiochi Batman: Arkham (Batman: Arkham Asylum, Batman: Arkham City, Batman: Arkham Origins, Batman: Arkham Knight e Batman: Arkham VR).